# Тимофеев, Алексей Алексеевич
Алексей Алексеевич Тимофеев (1827—1889) — генерал-лейтенант, командир 2-й гвардейской пехотной дивизии.

## Биография
Алексей Тимофеев родился в 1827 году, образование получил в Дворянском полку, из которого выпущен 14 августа 1847 года прапорщиком в гвардейскую пехоту. Во время Крымской войны находился в составе войск, назначенных для защиты побережья Балтийского моря от возможной высадки англо-французов. В 1861 году награждён орденом св. Станислава 2-й степени.
Произведённый в 1863 году в полковники Тимофеев 4 мая был пожалован званием флигель-адъютанта и принял участие в подавлении восстания в Польше, за отличие был награждён орденом св. Владимира 4-й степени с мечами и бантом, 22 июля того же года удостоен золотой сабли с надписью «За храбрость».
Затем получил назначение на должность командира 132-го пехотного Бендерского полка. В 1867 году удостоен ордена св. Анны 2-й степени и через два года ему была пожалована императорская корона к этому ордену.
28 марта 1871 года произведён в генерал-майоры с зачислением в Свиту Его Величества и в 1875 году награждён орденом св. Станислава 1-й степени.
Во время русско-турецкой войны 1877—1878 годов Тимофеев командовал 33-й пехотной дивизией, а затем состоял при штабе главнокомандующего Дунайской армией великом князе Николае Николаевиче Старшем и 6 сентября 1877 года награждён орденом св. Георгия 4-й степени
За храбрость и распорядительность в деле против Турок при отбитии атаки на Аблаву, 24 Августа 1877 года.
3 октября 1878 года он был произведён в генерал-лейтенанты (со старшинством от 30 ноября 1877 года).
По окончании войны Тимофеев был назначен начальником 2-й гвардейской пехотной дивизии, в январе 1885 года оставил занимаемую должность и был зачислен по Военному министерству. Среди прочих наград он имел ордена св. Анны 1-й степени (1880 год), св. Владимира 2-й степени (1883 год) и Белого орла (1884 год).
Алексей Алексеевич Тимофеев скончался 5 мая 1889 года в Павловске, там же и похоронен.